# Luperina enargia
Luperina enargia là một loài bướm đêm trong họ Noctuidae.